# Virgen que lee con el Niño
La Virgen que lee con el Niño o Madonna de Ince Hall es una pintura al óleo de fecha incierta. Es una copia de mediados del siglo XV de una obra perdida del maestro del primitivo flamenco Jan van Eyck, posiblemente realizada en 1433- otra copia del mismo trabajo se encuentra en la iglesia de la Colegiata en Covarrubias, España. Se documenta por primera vez en 1619, cuando estaba en Sicilia y luego reapareció en la colección de Charles Blundell en Ince Blundell Hall cerca de Liverpool a principios del siglo XIX, por lo que a veces es conocida como Madonna de Ince Hall. George Frederick Zink la restauró allí en 1822. Fue adquirida a la familia Weld-Blundell por la Galería Nacional de Victoria (NGV) en Melbourne en 1922 utilizando fondos de Felton Bequest.
La inscripción en la pared izquierda arriba lee: "COPLETV ANO D M CCCC XXXIIJ P IOHEM DE EYC BRVGIS". Se traduce "Completado en el Año de Nuestro Señor 1433 por Jan van Eyck, Brujas". A la derecha del tapiz aparece el lema personal de van Eyck en letras griegas "ALC IXH XAN" ("Como puedo"), jugando con la semejanza entre su apellido e 'IXH' (transliteración de "ich" o "I" en caracteres griegos antiguos).

## Atribución
En su adquisición por el NGV en 1922 se consideró trabajo autógrafo de van Eyck. Aun así, pruebas de laboratorio en 1958 por P. Coremans, A. Philippot y R.V. Sneyers en el IRPA en Bélgica, un estudio de espectroscopia infrarroja en 2003 y otras características han contribuido a su desatribución. Por ejemplo, la relación espacial entre las dos figuras y el mobiliario circundante solo está vagamente insinuada y la perspectiva y profundidad espacial no están tan desarrolladas como en obras autógrafas como la Virgen de Lucca y la Virgen del canciller Rolin. La formación de las letras en la firma no se corresponde con las firmas confirmadas en Vírgenes y el Niño de van Eyck como la Virgen del canónigo van der Paele o el Tríptico de Dresde. La firma también aparece en el panel sobre la propia pintura, cuando el artista era conocido por firmar en el marco; algunos historiadores del arte argumentan que las inscripciones estaban originalmente en un marco firmado pero cuando este fue perdido o sustituido se las pintó sobre el propio panel por una mano desconocida.